# Anchieta partheniella
Anchieta partheniella är en insektsart som först beskrevs av John Obadiah Westwood 1867.  Anchieta partheniella ingår i släktet Anchieta och familjen fångsländor. Inga underarter finns listade i Catalogue of Life.